# 鈴鹿信用金庫
鈴鹿信用金庫（すずかしんようきんこ）は、かつて三重県鈴鹿市に本店を置いていた信用金庫。

## 沿革
- 1923年（大正12年）5月 - 産業組合法に基づく「有限責任神戸町信用利用組合」を設立する。
- その後、「保証責任鈴鹿市神戸信用組合」、「鈴鹿市信用組合」に改組する。
- 1953年（昭和28年）2月 - 信用金庫法による信用金庫「鈴鹿信用金庫」に改組する。
- 1967年（昭和42年）4月1日 - 四日市信用金庫と合併し「北伊勢信用金庫」となる[1]。

## 店舗
- 本店
  - 1959年（昭和34年）4月1日当時の所在地は鈴鹿市神戸石橋町499[2]。
  - 1967年（昭和42年）4月1日 - 北伊勢信用金庫の鈴鹿支店となる。
  - 1970年（昭和45年）3月 - 鈴鹿市神戸一丁目12-1（鈴鹿市駅前）に新築移転する。
- 白子支店
  - 1950年（昭和25年）2月 - 鈴鹿市白子町東町に白子支店が開設する。
  - 1964年（昭和39年）10月 - 鈴鹿市白子駅前13番18号に新築移転する。
  - 1976年（昭和51年） - 業容の拡大に伴い増改築する。
- 加佐登支店
  - 1965年（昭和40年）3月 - 鈴鹿市加佐登町2386番地の1に加佐登支店が開設する。
  - 1976年（昭和51年）8月 - 改装する。